# Heinz Kühn
Pour les articles homonymes, voir Kühn.
Heinz Kühn, né le 18 février 1912 à Cologne et décédé le 12 mars 1992 à Cologne, est un homme politique allemand, membre du Parti social-démocrate d'Allemagne (SPD).
Actif dans des organisations républicaines et de gauche sous la République de Weimar, il devient en 1962 chef de l'opposition parlementaire du Land de Rhénanie-du-Nord-Westphalie. Six ans plus tard, profitant du retournement des libéraux-démocrates, il est investi ministre-président grâce au vote d'une motion de censure constructive et conserve le pouvoir pendant douze ans, avec le soutien d'une coalition sociale-libérale. Il est ensuite député au Parlement européen.

## Éléments personnels

### Jeunesse, scolarité, études
Sa jeunesse se passe entre son père, Hubert, charpentier social-démocrate, et sa mère catholique, Elisabeth Lauten. Sous l'influence de cette dernière, il est baptisé et inscrit dans l'enseignement primaire catholique. Avec ses parents, il vivait dans le quartier de Mülheim, à Cologne, où il a terminé ses études secondaires en 1928 en obtenant un Mittleren Reife.
Deux ans plus tôt, il avait déménagé dans le « quartier rouge » de Mauenhein. Dominé par l'idéologie paternelle, il entre en 1928 aux Jeunes socialistes d'Allemagne – Les Faucons (SJD), une organisation de jeunesse du Parti social-démocrate d'Allemagne (SPD), au sein duquel il prend la présidence d'un groupe d'étudiants. Il devient par la suite dirigeant des Jeunes travailleurs socialistes (SAJ) du Rhin Supérieur, puis adhère au SPD en 1920.
Après avoir obtenu son Abitur en 1931, il commence à étudier les sciences politiques et sciences économiques à l'université de Cologne, où il rejoint l'Union des étudiants socialistes (VSS), proche du SPD. Lorsque la VSS décide, quelques mois plus tard, de se rapprocher du Parti socialiste ouvrier d'Allemagne (SAP), il la quitte et intègre alors la Reichsbanner Schwarz-Rot-Gold, organisation para-militaire qui s'était donné comme objectif de défendre les institutions de Weimar. En sa qualité de chef de groupe de la Jungba, mouvement de jeunesse de l'organisation, il a été impliqué dans des affrontements massifs avec les Sturmabteilung (SA) et les Schutzstaffel (SS) du Parti Nazi (NSDAP) et a entretenu des contacts avec le groupe de combat du Rote Kämpfer.
Avec l'arrivée au pouvoir d'Adolf Hitler en 1933, il se rapproche du SAP, sans formellement y adhérer ou quitter le SPD.

### Exil
En raison des persécutions politiques dont il est victime de la part de la police, des SS et des SA, il décide de quitter Cologne. Il se rend tout d'abord en Sarre, puis il part à Prague, Bruxelles, et enfin Gand. Au cours de la Seconde Guerre mondiale, il vit à Londres.

### Retour à Cologne en 1945
Après son retour en Allemagne, il travaille en tant que journaliste. Il est ainsi rédacteur en chef du Rheinische Zeitung, organe de presse social-démocrate, entre 1946 et 1950, et président de la radio Nord- und Westdeutscher Rundfunkverband (NWRV) à la fin des années 1950.

## Vie politique

### Député régional et fédéral
Il entre au Landtag de Rhénanie-du-Nord-Westphalie en 1948, en tant que suppléant, et y siège jusqu'en 1954. Un an plus tôt, il avait été député au Bundestag, où il est vice-président de la commission des Affaires de la presse, de la radio et des films, rebaptisée commission de la Politique culturelle et du Journalisme en 1957, entre 1953 et 1961. Il est réélu député régional au Landtag de Rhénanie-du-Nord-Westphalie lors des élections de 1962, où il prend la présidence du groupe SPD.

### Ministre-président
Désigné président de la fédération sociale-démocrate de Rhénanie-du-Nord-Westphalie lors de sa fondation en 1970, Heinz Kühn est investi ministre-président du Land le 8 décembre 1966, grâce au vote d'une motion de censure constructive contre le chrétien-démocrate Franz Meyers, rendu possible par le retournement du Parti libéral-démocrate (FDP), avec qui il forme la seconde coalition sociale-libérale régionale. Meyers avait en fait proposé au SPD de constituer, comme au niveau fédéral, une grande coalition, mais ce dernier avait préféré s'allier avec les libéraux. Son investiture inaugure une période de trente-neuf années de domination sociale-démocrate dans le Land le plus peuplé d'Allemagne.
Il engage alors la reconversion de la Ruhr et réforme l'administration territoriale et l'enseignement supérieur du Land. En sa qualité de chef de gouvernement régional, il occupe en outre la présidence tournante du Conseil fédéral de 1971 à 1972. À la fin de son mandat, des critiques sur la faiblesse de son leadership se font de plus en plus entendre. Il est de plus atteint par la démission, en 1978, du président de la banque régionale, Ludwig Poullain. Bien qu'il eusse initialement prévu d'aller jusqu'au bout de la législature, en 1980, il annonce se retirer pour raisons de santé et cède le pouvoir le 20 septembre 1978 au ministre des Sciences, Johannes Rau, président du SPD régional depuis un an déjà.

### Fin de carrière
Il démissionne alors du Landtag, puis est choisi en novembre par le gouvernement fédéral comme délégué pour les Migrations et les Réfugiés. En 1979, il est élu député au Parlement européen, démissionnant de son poste gouvernemental un an plus tard. À la fin de son mandat, en 1984, il n'en sollicite pas le renouvellement et quitte la vie politique. À l'occasion de son soixante-dixième anniversaire, en 1982, son successeur Johannes Rau crée la « fondation Heinz Kühn », dont il fut membre du conseil d'administration, qui a pour but de promouvoir les jeunes journalistes talentueux, aussi bien en Allemagne qu'à l'étranger.